# Уметничка галерија Винипег
| Уметничка галерија Винипег                     | |
|                                                | |
| Зграда Уметничка галерија „Винипег” у Винипегу | |
| Врста:                                         | Државна установа |
| Основана:                                      | 1912. |
| Седиште:                                       | 300 Memorial Boulevard · Винипег Канада |
| Структура:                                     | - 8 ликовних салона, - амфитеатар, - библиотеке, - ресторан - продајни салон, - административни део, - депо за складиштење, - студио за наставу. |
| Веб презентација                               | http://wag.ca/ |

Уметничка галерија „Винипег” (енгл. Winnipeg Art Gallery (WAG)) једна је од најстаријих уметничка галерија у главног граду покрајини Манитоба, Канада, која се налази у даунтауну  или централном језгру Винипега  (енгл. Downtown Winnipeg). Своју културну и образовну делатност започела је 1912. године у две изнајмљене просторије у старој федералној згради у Главној улици Винипега. Галерија је током више од једног века постојања, мењала локацију и величину изложбеног простора, али њена уметничка колекција је програмирано расла, да би данас достигла бројку од око 24.000 радова.
Спада у најстарију јавну уметничку галерију канадског Запада и шесту највећу галерију у Канади. 

## Положај и опис објекта
Галерија се налази у центру града, два блока од зграде Законодавства покрајине Манитобе, у Меморијалном булевару на броју 300, приближно на истом растојању и од Универзитета у Винипегу. 
Зграда галерије изграђена је од веома цењеног грађевинског материјала у Канади, тиндал камена (у коме су јасно видљиви фосилни остаци), из каменолома на око 40 km од Винипега. Ову четвороспратну зграду троугластог облика, налик прамцу брода пројектовао је Канадски архитекта Gustavo Da Roza, кап победник на конкурсу за најбољи пројекат у коме је учествовало више од 475 архитеката из Северне Америке. Изградња грађевине у стилу „санте леда” која је трајала између 1969. и 1971. године, коштала је око 4,5 милиона CAD. Пројекат је финансиран, једним делом из доприноса савезне (500.000 CAD) и покрајинске владе (1,25 милиона CAD), а другим делом од добровољних прилога грађана (1.076.000 CAD), и донација приватних фирми (854.000 CAD).
Ентеријер галерије који се простире на око 2.000 m² састоји се од; осам ликовних салона (галерија), амфитеатра за предавања и семинаре са 320 седишта, библиотеке, ресторана, изложбе скулптура на крову, продајног салона, административног дела, депоа за складиштење артефаката. Да би се олакшало руковање и приказ огромног уметничког блага којим располаже галерија, зграда поседује велики теретни лифт. 
Након затворене презентације 24. септембра 1971. новоизграђену галерију званично је отворила принцеза Маргарет и њен муж Лорд Сноудон 25. септембра, током посете Краљевског пара Манитоби. Отварању је присуствовало око 3.000 људи.
Током 1995. године Галерија је проширена доградњом и отварањем АРТ студија, у коме се одржава настава из ликовних уметности за децу и одрасле.

## Колекција
Прву већу трансформацију Галерија је започела под руководством кустоса др Фердинанда Екхарда, директора и руководица галерије од 1953. до 1974. године. У том периоду галерија је започела значајну трансформацију и из покрајинске установе прерасла у једну од великих канадских излагачких и сакупљачких институција. Под руководством др Фердинанда Е. Галерија не само да је покренула амбициозне изложбене програме већ је почела систематично и стално да прикупља значајна дела канадских и међународни уметника, укључујући и дела из Готичке колекције, с каја периода Готике и ране Ренесансе. 
Почеци онога по чему је у свету постала препознатљива Арт галерија је збирка уметничких дела Инуита настала током 1960. године активним радом Џорџ Свинтона који је активним радом прикупио 130 Инуитских скулптура. Током 1971 збирка је допуњена колекцијом Jerry Twomey са око 4.000 уметничких радова Инуита. Временом је са преко 10.700 радова, Арт галерија у Винипегу постала „дом” највећег броја дела савремене инуитске уметности у свету.
Поред значајне збирке Инуитских дела, уметничка колекција Галерије може се похвали и поседовањем значајне збирке декоративне уметности, која обухвата 4.000 радова у; керамици, стаклу, металу и текстилу из периода од 17. века до средине 20. века. 
Галерија поседује и велику збирку фотографија, углавном савремених канадских уметника, која броји близу 1.300 радова.
Рад Галерије огледа се пре свега у поставкама изложби међународних и канадских уметника, са посебним нагласком на дела уметника из Манитобе. 
Изабрана дела из богате колекције Галерије често су присутна и на бројним изложбама широм света, укључујући Шпанију, Колумбију, Мексико, Венецуела, Тајван, Норвешке, Кину, Италију и САД. 
Са збирком која се састоји од скоро 24.000 уметничких дела, Арт галерија је један од канадских најпрестижнијих уметничких институција.
У септембру 2012. године, Галерија је покренула шестомесечну прославу у знак сећања на стогодишњицу њеног постојања и рада, која је почела 16. децембра 2012. До августа наредне године, стогодишњица прославе резултовала је великим бројем групних изложби, укључујући и изложбу савремених дела под називом „Winnipeg Now, Creation & Transformation: Defining Moments in Inuit Art”, и изложбу „Only in Canada: International Masterworks”, са 100 непроцењивих дела из Канадске колекције.
- Wolfgang Katzheimer, The Mocking of Christ, c. 1500.
- Lucas Cranach the Elder, Portrait of John I of Saxony, 1533.
- Pieter Jansz van Asch, Pastoral, c. 1640
- Jean-Baptiste-Camille Corot, Grands arbres dominant la berge d'une rivière, 1855.
- Homer Watson, Near the Close of a Stormy Day, 1884.
- John Everett Millais, Afternoon Tea (The Gossips), 1889.
- Maurice Cullen, Wharf Beaupré - L. Canada, 1898.
- William Brymner, Portrait of a Young Girl, 1904.